# Câinele din Baskerville (film din 2000)

Coperta DVD a seriei de 4 filme canadiene de televiziune regizate de Rodney Gibbons, cu Matt Frewer și Kenneth Welsh, The Sherlock Holmes Collection

Câinele din Baskerville (în engleză The Hound of the Baskervilles) este un film de televiziune canadian din anul 2000, regizat de Rodney Gibbons și în care rolurile principale au fost interpretate de Matt Frewer și Kenneth Welsh. Filmul este inspirat din romanul Câinele din Baskerville al lui Arthur Conan Doyle.

## Producție
Prima din cele patru adaptări cu Frewer în rolul lui Holmes, a fost urmată de Semnul celor patru în 2001, apoi de The Royal Scandal (inspirată din povestirile "Scandal în Boemia" și "Planurile Bruce-Partington") tot în 2001, și The Case of the Whitechapel Vampire (o poveste originală) în 2002.
Interpretarea lui Holmes de către Frewer a fost mult criticată.

## Distribuție
- Matt Frewer - Sherlock Holmes
- Kenneth Welsh - Dr. John H. Watson
- Jason London - Sir Henry
- Emma Campbell - Beryl Stapleton
- Gordon Masten - Dr. Mortimer
- Robin Wilcock - Stapleton

Deși Matt Frewer este trecut primul în distribuție, rolul lui Kenneth Welsh (dr. Watson) este cel mai întins ca timp. Chiar și Sir Henry (interpretat de Jason London) joacă mai multe minute decât Matt Frewer.

## Continuări
Ca urmare a succesului mare pe care l-a avut filmul, Hallmark a planificat în anul următor alte trei filme, care au fost regizate toate de Rodney Gibbons. Este vorba de Semnul celor patru, The Royal Scandal și The Case of the Whitechapel Vampire.

## Premii
Filmul a câștigat Premiul Gemini în 2001 pentru cele mai bune costume.